# Église Notre-Dame-de-la-Purification de Cassaniouze
L'église Notre-Dame-de-la-Purification est une église située en France sur la commune de Cassaniouze (Cantal), en région Auvergne-Rhône-Alpes.

## Historique
L'église gothique fut construite aux XIVe et XVe siècles à l'emplacement d'une ancienne église romane. En 1906, elle fut en grande partie détruite pour permettre la construction d'une nouvelle église. Seuls le chœur, une travée et la tour-clocher furent conservés.

### Protection
Le clocher est inscrit au titre des monuments historiques par arrêté du 12 février 2002.

## Description
Les parties conservées présentent à l'intérieur des décors peints originaux datant des XVe et XVIe siècles : motifs géométriques, damiers, entrelacs, faux marbres et faux caissons.